# Massís de Cardó

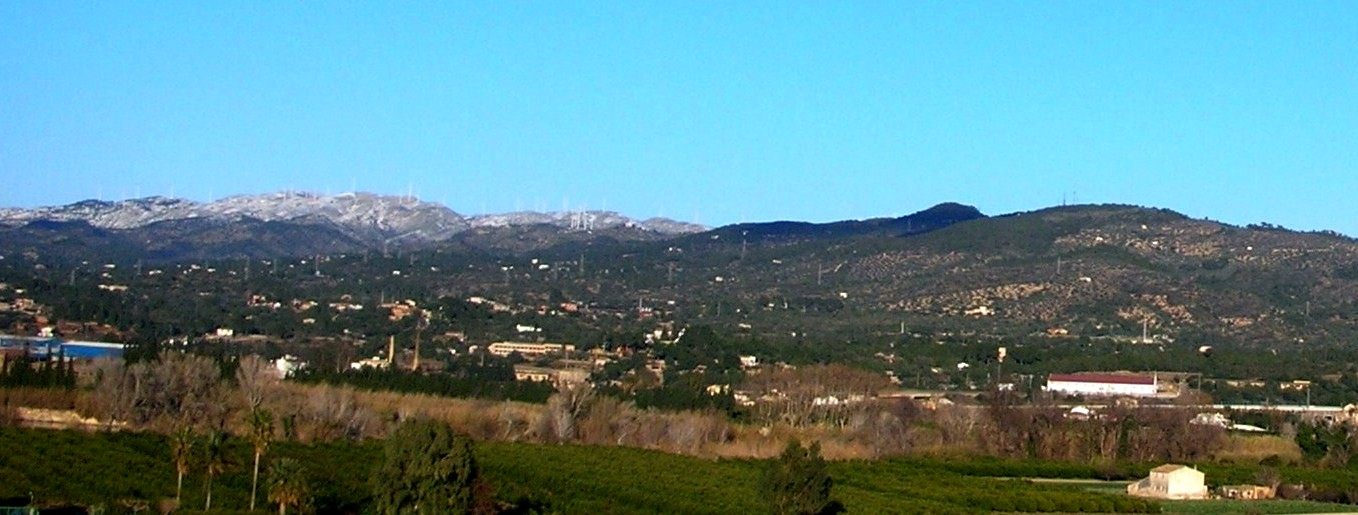
Panorama del conjunt format per la serra del Boix i la serra de Gaviots vist des del sud

El Massís de Cardó és una formació muntanyosa que forma part de la Serralada Prelitoral, al Baix Ebre.

## Particularitats
El Massís de Cardó, sovint coronat de neu a l'hivern, domina el paisatge de la zona nord de Tortosa.
Al massís de Cardó es troba l'antic convent de Sant Hilari de Cardó o desert de Cardó. Fundat el 1605 per frares carmelites, va arribar a tenir una comunitat composta per 30 persones, entre frares i eremites. El 1835 el convent de Cardó va ser exclaustrat.
La carena culmina a la Creu de Santos o Xàquera (942 m). Altres cims importants són la punta de l'Agulla (687 m), la Buinaca (764 m) i la Picossa (766 m). La serra és travessada per antics camins al coll de Murtero, vers Tivenys i Tortosa, i als portells de Xàquera i de Cosp (o portell de Cardó), vers Rasquera i Móra d'Ebre, fa alhora de partió d'aigües entre l'Ebre i la mar.

## Extensió
Aquest conjunt de serres encaixa al nord i a l'est la cubeta de Móra, situada entre la Ribera d'Ebre i el Priorat. La plana del Burgar, depressió situada entre les comarques del Baix Ebre i la Ribera d'Ebre, marca límit oriental del massís. Al límit sud de la plana del Burgar l'extrem sud-oest del massís de Cardó enllaça amb les muntanyes de la zona d'el Perelló, d'elevació més moderada i que davallen gradualment fins al mar.
A l'oest el massís davalla fins a l'Ebre, i al sud i al sud-est continua per la Serra de Cardó, la de la Capcida i la Serra del Boix. En aquesta zona es troben els morrals de les Nines i de Cabrafeixet, les Moles, la serra de Gaviots i el Montaspre, i al sud del coll d'Alba, per la serra de Collredó, amb les quals constitueix l'anomenat bloc de Cardó.
L'últim contrafort del massís en direcció sud és la petita serra de les Veles, molt a prop de Campredó i l'extrem nord vé marcat per la muntanya de Pegna a la vora de Rasquera. Entre els contraforts occidentals cal mencionar lo Camarull, les Set Serres, el Coll del Junc, la serra de Flores, la serra de Franxo, i la serra del Surdo.
L'abrupta Vall de Cardó, oberta vers el nord-oest i continuada per la vallada de Costumà, és drenada pel barranc de Cardó, afluent, per l'esquerra, de l'Ebre, poc abans de Benifallet.

## Ecologia
El primer parc eòlic català, amb finalitats comercials, va ser el parc eòlic Baix Ebre inaugurat el 1995. Situat a la zona de la Buinaca comptava amb 27 aerogeneradors a l'inici. Actualment el parc eòlic s'estén damunt dels cims de la serra del Boix, de les Moles i de la serra de Gaviots i és fàcilment accessible des d'el Perelló.
Les serres de Cardó-Boix han estat incloses dintre del Pla d'Espais d'Interès Natural (PEIN) de la Generalitat de Catalunya. En plena serra dintre del terme municipal de Benifallet però amb accés des de Rasquera hom hi troba l'antic balneari de Cardó que en l'actualitat es troba en procés de transformació en centre hoteler.